# طمروق
طُمروق (الاسم العلمي Plecotus)، جنس حيوان من فصيلة خفافيش الليل. أنواعه عديدة تتميز بشذوذ كبر آذانها المندغمة فوق الجبهة. معظم أنواعه يعيش في البلاد الباردة وبعضها يألف المناطق المعتدلة.

## الأنواع
من أنواعه:
- طمروق مبذول

- طمروق أرمد